# Simulium mataverense
Simulium mataverense är en tvåvingeart som beskrevs av Craig 1987. Simulium mataverense ingår i släktet Simulium och familjen knott.
Artens utbredningsområde är Cooköarna. Inga underarter finns listade i Catalogue of Life.